# 阿富汗國民軍
阿富汗軍隊是阿富汗伊斯蘭共和國的武裝力量，由阿富汗國民軍（陸軍）和空軍組成，作為一個內陸國，該國沒有海軍。在2001年阿富汗戰爭後，政府的軍隊由国际社会协助训练。阿富汗總統是軍隊的最高統帥，通過國防部指揮。
阿富汗伊斯蘭共和國滅亡後，軍隊也隨之瓦解，一部分残余组成了阿富汗民族抵抗阵线，以对抗塔利班领导的阿富汗伊斯兰酋长国武装部队。

## 簡介
2001年共和國政府上台後，開始重新發展阿富汗的國家軍事力量，成立了兩個正式分支，分別是「阿富汗國民軍」及「阿富汗空軍」（現時稱為「阿富汗國民軍航空部隊」）。國民軍是中央政府主要的軍事力量，空軍則只有少量飛機。
國民軍主要由美國負責訓練，直至2021被擊潰前已組成31營，其中28營可投入戰鬥。他們雖然擁有一些重型武器但缺乏坦克及裝甲車。有些更高級的軍隊編制已成立，但他們的作用成疑。大多數的營在美軍的監督下執行任務。在2006年1月，國民軍總人數約35,000人，另外每月大約招募了3,000新兵加入。截至2021年4月底，阿富汗軍隊、警察和情報部門合共有超過307,000人，每日的可戰鬥人員數目約18萬人。在2021年8月，政府垮台，現已解體。
空軍人數約3,600人，其中450人是機師，當中大部份在阿富汗民主共和国時代受訓，空軍正在重建中，現時實際力量不大，擁有如Mi-17、Mi-24以及An-24等。陸軍在2001年後開始換裝美軍提供各種武器和軍備，在2007年共有2,500辆悍馬車（HMMWV），100,000把M16突擊步槍來取代原有的AK-47。截至2021年，軍隊有167架飛機，包括攻擊直升機。
截至2021年，美國共花費超過880億美元建立、訓練和裝備阿富汗的軍隊和警察。然而美國官員約翰·索普科（John Sopko）認為美國在識字率低、欠缺電力和互聯網的阿富汗試圖建立一支與美軍相似的阿富汗軍隊（即一支使用美軍所用的系統、設備和武器的軍隊）的做法，是「我們所犯的最大錯誤」，而美國在援助阿富汗安全部隊時也犯下其它大的錯誤，其中一個是對於建立阿安全部隊的人力資源管理、預算、維修、採購和最重要的後勤能力不夠重視。

## 裝備

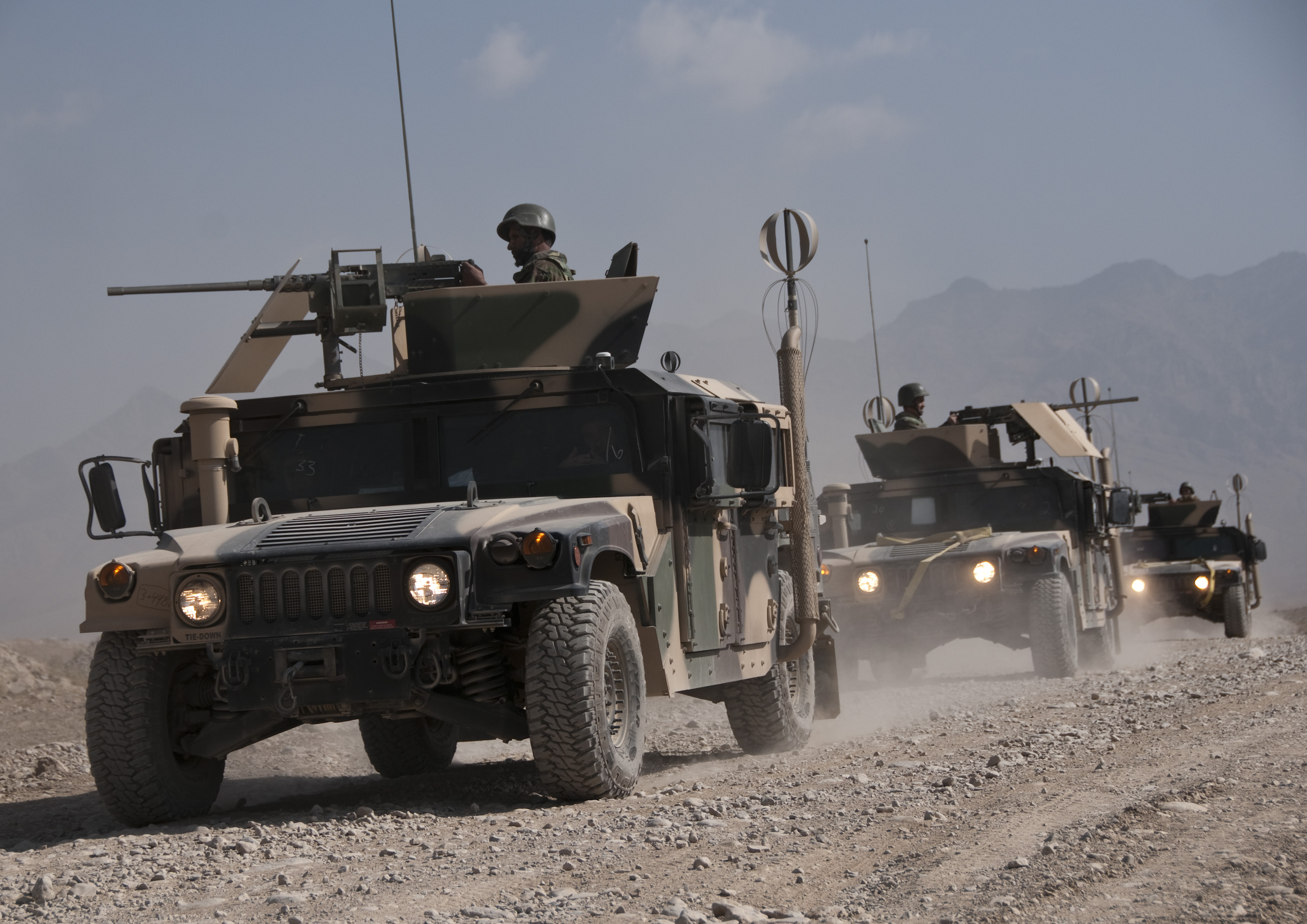
裝備美國悍馬車的阿富汗國民軍
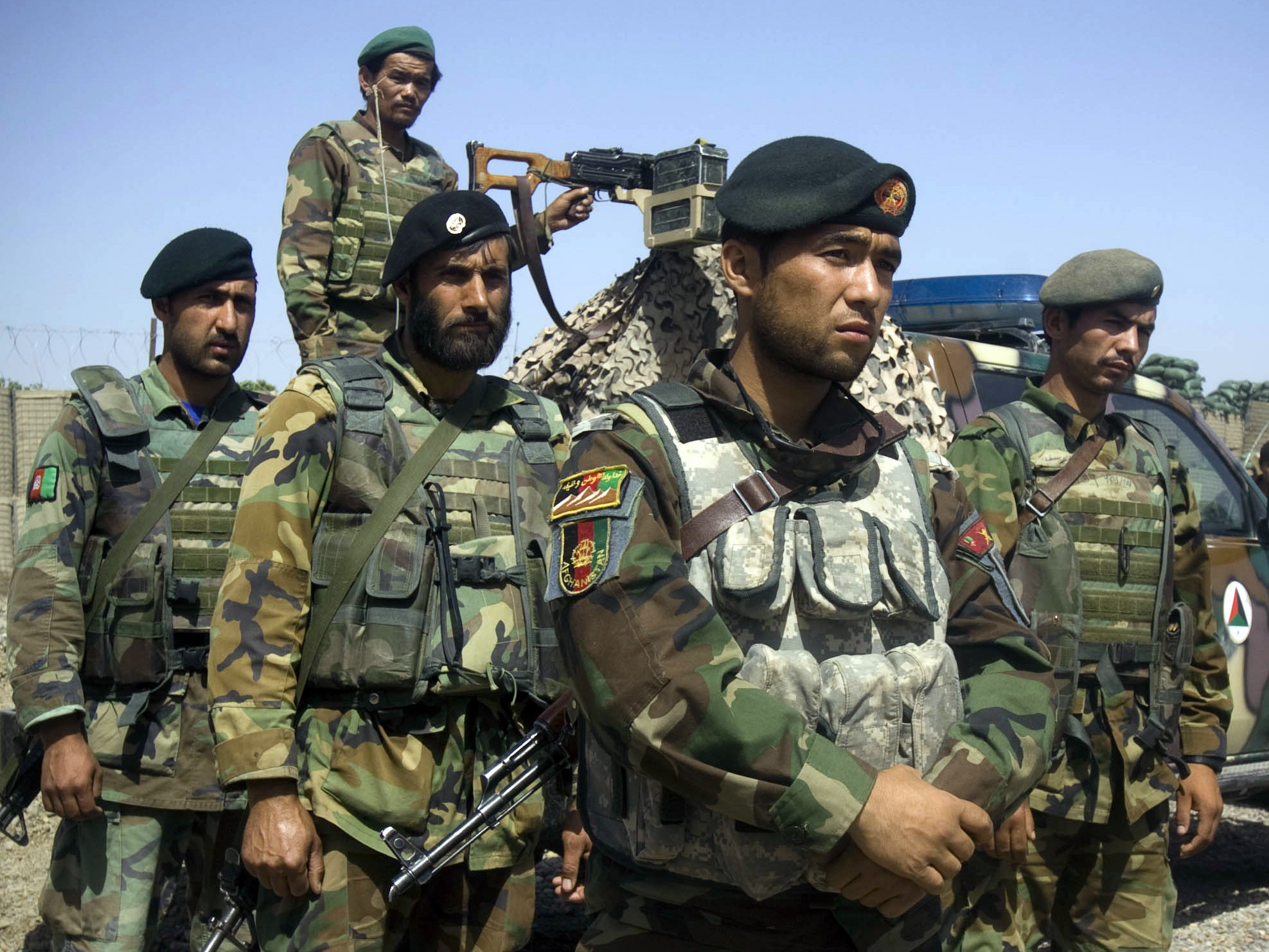
阿富汗國民軍
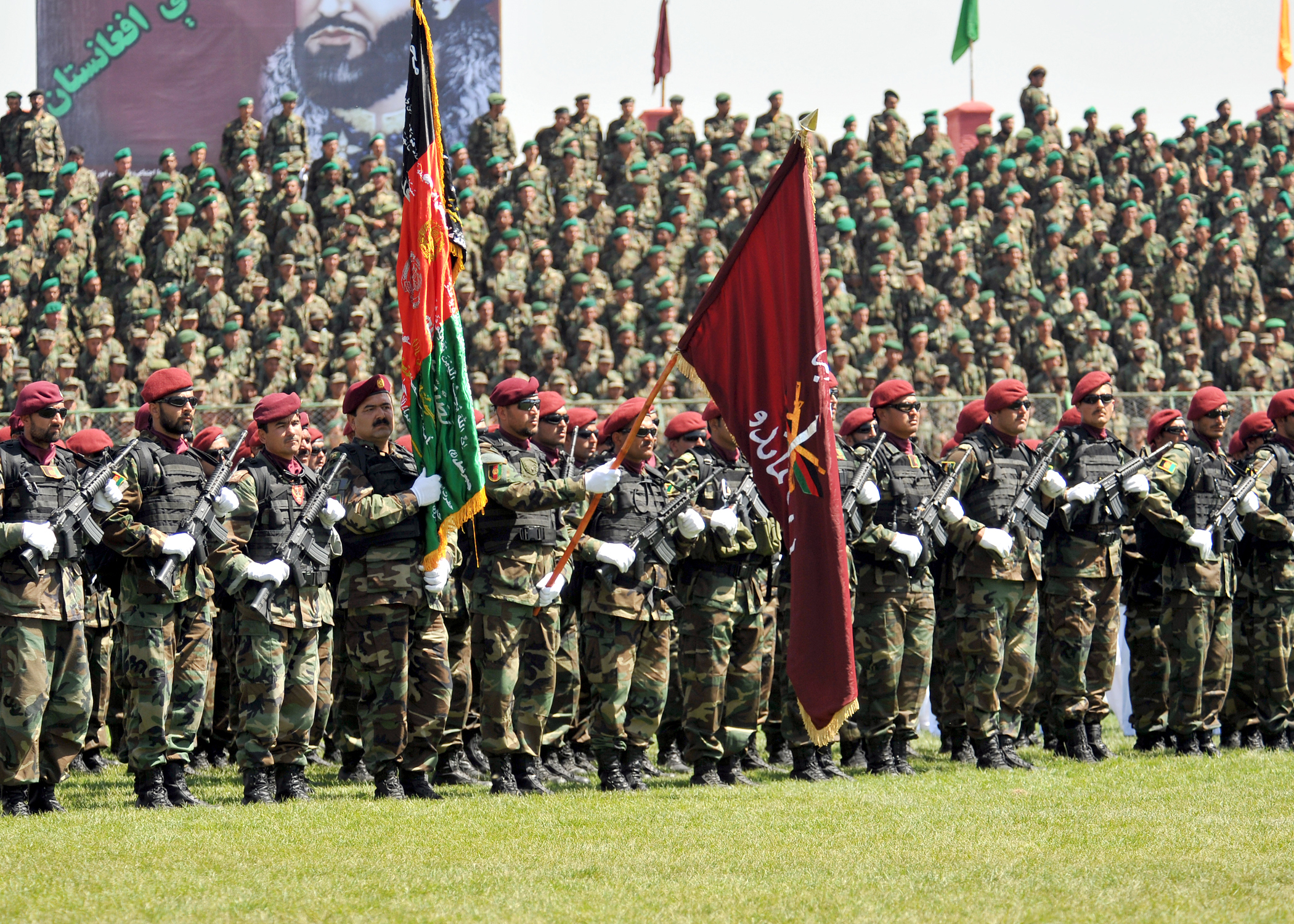
阿富汗國民軍閱兵

### 個人武器
| 型號               | 圖片 | 原產地                                                                                     | 類別               | 口徑       | 細節                     |      |
| 手槍               | 手槍 | 手槍                                                                                       | 手槍               | 手槍       | 手槍                     | 手槍 |
| ------------------ | ---- | ------------------------------------------------------------------------------------------ | ------------------ | ---------- | ------------------------ | ---- |
| M9                 |      | 義大利 · 美国                                                                              | 半自動手槍         | 9×19mm     | 制式手槍                 |      |
| 突擊步槍／戰鬥步槍 |      |                                                                                            |                    |            |                          |      |
| M16A2              |      | 美国                                                                                       | 突擊步槍           | 5.56×45mm  | 制式步槍                 |      |
| M16A4              |      | 美国                                                                                       | 突擊步槍           | 5.56×45mm  | 制式步槍                 |      |
| M4／M4A1           |      | 美国                                                                                       | 突擊步槍           | 5.56×45mm  | 僅裝備突擊隊和特種部隊   |      |
| AK及衍生型         |      | 苏联 · 中华人民共和国 · 匈牙利 · 东德 · 波蘭 · 羅馬尼亞 · 南斯拉夫 · 保加利亚 · 阿尔巴尼亚 | 突擊步槍           | 7.62×39mm  | 制式步槍                 |      |
| M14                |      | 美国                                                                                       | 戰鬥步槍           | 7.62×51mm  | 儀仗步槍                 |      |
| 狙擊步槍           |      |                                                                                            |                    |            |                          |      |
| M24 SWS            |      | 美国                                                                                       | 栓動式狙擊步槍     | 7.62×51mm  |                          |      |
| SVD                |      | 苏联                                                                                       | 半自動精確射手步槍 | 7.62×54mmR |                          |      |
| PSL                |      | 羅馬尼亞                                                                                   | 半自動精確射手步槍 | 7.62×54mmR |                          |      |
| 機槍               |      |                                                                                            |                    |            |                          |      |
| M249 SAW           |      | 美国 · 比利时                                                                              | 輕機槍             | 5.56×45mm  |                          |      |
| M240               |      | 美国 · 比利时                                                                              | 通用機槍           | 7.62×51mm  |                          |      |
| RPK                |      | 苏联                                                                                       | 輕機槍             | 7.62×39mm  |                          |      |
| PKM                |      | 苏联                                                                                       | 通用機槍           | 7.62×54mmR |                          |      |
| M134               |      | 美国                                                                                       | 加特林機槍         | 7.62×51mm  | 固定在載具上使用         |      |
| M2HB               |      | 美国                                                                                       | 重機槍             | 12.7×99mm  | 固定在載具或三腳架上使用 |      |
| DShK               |      | 苏联                                                                                       | 重機槍             | 12.7×108mm | 固定在載具或腳架上使用   |      |
| KPV                |      | 苏联                                                                                       | 重機槍             | 14.5×114mm |                          |      |
| 榴彈發射器         |      |                                                                                            |                    |            |                          |      |
| GP-25              |      | 苏联                                                                                       | 槍掛式榴彈發射器   | 40mm       | 下掛在AK步槍上           |      |
| M203               |      | 美国                                                                                       | 槍掛式榴彈發射器   | 40×46mm    | 下掛在步槍上             |      |
| Mk 19              |      | 美国                                                                                       | 全自動榴彈發射器   | 40×53mm    | 安裝在載具上             |      |
| 反裝甲武器         |      |                                                                                            |                    |            |                          |      |
| RPG-7              |      | 苏联                                                                                       | 火箭推進榴彈       | 40mm       |                          |      |
| 69式火箭筒         |      | 中华人民共和国                                                                             | 火箭推進榴彈       | 40mm       |                          |      |
| M136 AT4           |      | 瑞典                                                                                       | 反坦克火箭筒       | 84mm       |                          |      |

### 單兵裝具

#### 作戰服
- 美国 M81 Woodland（英语：U.S. Woodland）作戰服
- 美国 沙漠迷彩制服（英语：Desert Camouflage Uniform）
- 美国 Multicam作戰服（裝備突擊隊及特種部隊）
- 美国 Spec4ce阿富汗叢林迷彩作戰服

### 頭盔
- 美国 M88 PASGT
- 美国 MICH-2000
- 美国 MICH-2001
- 美国 Ops-Core FAST Ballistic（裝備突擊隊及特種部隊）

#### 防彈衣
- 美国 PASGT
- 各種攜板背心

#### 夜視儀
- 美国 AN/PVS-7
- 美国 AN/PVS-14

### 車輛
- BMP-1步兵戰車
- BMP-2步兵戰車
- M113裝甲運兵車
- 悍馬
- M1117守護者裝甲車
- M1224 MaxxPro（英语：International MaxxPro）

### 戰車
- T-55
- T-62

## 問題

### 指揮權
多支民兵隊伍在國內活躍，有些聽命于中央政府，不過仍有很多忠於塔利班和阿爾蓋達的民兵對中央政府及外國部隊懷有敵意。雖然已有協議要求民兵接受中央政府指揮，但很多民兵隊伍仍由部落領袖控制，甚至有些仍忠于塔利班和阿爾蓋達。很多民兵隊伍慣於見風轉舵，轉換陣營的事屢有發生。2003年時，估計阿富汗全國有多達40萬名民兵。同年政府開始一項計劃，打算在兩年內解除10萬名民兵的武裝。直至2005年7月，全國各地有超過60,000名前民兵已解除武裝，中央政府收繳了許多重型武器。到2021年外國部隊陸續撤軍之際，政府部隊面對塔利班攻勢節節敗退，阿富汗政府於2021年6月推出計劃動員各地組建民兵對抗塔利班。

### 貪腐
根據2009年的一項新聞報道，阿富汗國民軍受到效率低下和腐敗困擾。美國人培訓阿富汗軍隊的努力因為阿富汗方面的腐敗、識字率低下、供應品遺失和缺乏紀律而大大地被拖慢。Jack Kem表示到2012年1月阿富汗國民軍人員的識字率將會超過50%。從2011年初開始，識字班在基本陸軍訓練中變成是必修。
逃兵仍然是阿富汗部隊需要面對的問題。在2009年9月對上的12個月內，每四個戰鬥士兵就有一人退出軍隊。為了篩選出那些有可能成為逃兵的人，一些士兵在培訓期間就被置身於實際行動中。2009年美國方面發表的一項研究估計阿富汗國民軍的兵力不可能超越10萬人，因為逃兵等問題已使它每年失去42%的人員。
美國人也報告他們提供給阿富汗部隊的車輛、武器、裝備和燃料遭到竊取。美國人又時常需要在行動開始前取走阿富汗士兵的流動電話，以免有人洩露軍情。
2015年，美國官員表示初步調查結果顯示有數十萬阿安全部隊人員領不到諸如帽和手套等冬裝。阿富汗政府的採購系統由於腐敗、管理不善和過份注重「價低者得」而變得一團糟。
2016年8月，美國政府屬下的阿富汗重建特別監察長致函美國國防部，指出阿富汗安全部隊內利用不存在的人員侵吞軍餉的現象嚴重，領薪的「幽靈士兵」和「幽靈警察」數以萬計。阿富汗政府軍和警察在表面上合共有32萬人，實際人數遠低於此。赫尔曼德省的官員表示在該省的安全部隊有多達一半的領薪人員實際上不存在。
截至2020年，貪腐問題仍然是一些阿富汗軍隊單位伙食不足的原因。有士兵表示「阿富汗軍隊的伙食從來都不是特別好，但過去數個月變得更差」。冬裝和取暖用燃料的供應也不足，而本來應該發給士兵的冬裝卻被人拿到黑市轉售，吃不飽穿不暖的士兵只能自掏腰包解決或是向地方民眾乞討食物，燃料不足的士兵們也採拾柴木生火取暖。不是在主要基地駐防的士兵的物資供應更差。阿富汗政客和媒體近年曾提起此類問題，但情況沒有多大改善。
雖然美國和北約承諾每年提供40億美元安全經費予阿富汗直至2024年，但是阿富汗安全部隊人員仍存在薪金經常被拖欠數月的問題。
2021年11月，曾任阿富汗財政部長的哈立德·佩恩達表示阿安全部隊的人數可能被誇大了超過6倍，包括沒有申報的逃兵和陣亡人員。他也說部隊經常未獲準時發薪。